# رسالة الحاخام شيريرا غاون
إغَرّة الحاخام شيريرا غاون  والمعروفة أيضًا باسم رسالة الحاخام شيريرا غاون ومقال الحاخام شيريرا غاون، هي جواب شرعي كُتبت في أواخر القرن العاشر (987 م) في أكاديمية بومبيديتا على يد شيريرا بن حنينا، الحاخام الأكبر وعالم يهود بابل، إلى الحاخام جاكوب بن نيسيم من القيروان، حيث يشرح منهجيًا تطور الأدب الحاخامي، موضحًا قائمة زمنية لأسلاف إسرائيل منذ فترة جمع المشنا وحتى الأعمال الحاخامية اللاحقة (التوسفتا، سيفرا، سيفري، وغيرها)، ممتدة عبر فترات التنايم والأموراييم والسافوراييم والجيونات تحت رُؤساء بابل ، ختامًا بعصره الخاص. يوضح شيريرا بن حنينا تطور التلمود، وكيفية استخدامه، ومبادئه الهرمنيوتيكية، وكيفية تطبيق دروسه في الحياة اليومية عند تعارض مصدر حاخامي مع آخر. تُعتبر هذه الرسالة من كلاسيكيات التأريخ اليهودي الحديث.

## محتوى الرسالة
رسالة شيريرا (المشار إليها فيما يلي بـالإغَرّة)، في طولها، تتخذ شكل كتاب قصير. فيها، حاول شيريرا الرد على استفسار من القيروان حول تأليف المشنا والتلمود، ولماذا نادراً ما يُذكر العلماء السابقون بالاسم، ولماذا يبدو أن من يُذكرون ليسوا متتابعين زمنياً. يُعد شيريرا من الأوائل الذين قدموا نقاشًا مفصلاً عن السافوراييم، بما في ذلك نشاطهم في مراجعة وإتمام التلمود. تُعتبر هذه الرسالة المصدر الرئيسي لتاريخ فترات التلمود وما بعد التلمود والفترة الجيونية. جاكوب بن نيسيم من القيروان، نيابة عن مجتمعه، طرح على شيريرا عددًا من الأسئلة التاريخية، مستفسرًا خصوصًا عن أصل المشنا وتسلسل التحريرات، وأصل التوسفتا، وتسلسل السلطات التلمودية وما بعد التلمودية والجيونية. تهدف الإجابة إلى توضيح المبادئ الأساسية التي تقوم عليها سلسلة نقل التوراة الشفوية.
يجيب شيريرا بوضوح على هذه الأسئلة، مسلطًا الضوء على العديد من المقتطفات الغامضة في التاريخ اليهودي. يتكون هذا الجواب التاريخي نصفه بالآرامية ونصفه بالعبرية، ويظهر شيريرا كراوٍ موثوق، رغم تحيزه الجزئي تجاه أمراء المنفى من فرع بوستاناي وبعض معاصريه. كراوٍ لتاريخ الهلاخاه خلال الألفية الأولى، تتوازي بعض أساليبه الأدبية مع النوع التاريخي الإسلامي. يكشف شيريرا عن معلومات موثقة عن الحاخامات والمجتمعات البابلية، خاصة المجالس الدراسية في سورا وبومبيديتا. كما يذكر الاضطهاد في عهد يزدجرد بن بهرام. ويشير أحيانًا إلى بعض الرموز الأسطورية أثناء إعادة بناء التسلسل الزمني للهلاخاه.
تُدرج هذه الرسالة في سجل أخيماعز، لكنها حُررت أيضًا من المخطوطات بواسطة ب. غولدبرغ وعُرفت بعنوان "إغَرّة الحاخام شيريرا غاون"؛ وأيضًا بواسطة ج. والرشتاين بعنوان "Sherirae Epistola". أفضل نسخة لهذه الرسالة قبل عام 1900 كانت نسخة أدولف نيوباور. أفضل مصدر حديث للرسالة هو نسخة ب. م. لوين، التي تُطبع فيها النسختان الفرنسية والإسبانية جنبًا إلى جنب. معظم الإصدارات اللاحقة تعتمد على إحدى هاتين النسختين.
جميع التواريخ في عمل شيريرا محسوبة وفقًا لـ تقويم سلوقي. الترجمات الحديثة للإغَرّة حولت هذه التواريخ إلى التقويم الميلادي لتسهيل الفهم.
رسالة أخرى لشيريرا، موجهة أيضًا إلى جاكوب بن نيسيم من القيروان،[بحاجة لتوضيح] تتناول الألقاب المختلفة للحاخامات التلموديين، مثل "ربان"، "حاخام"، "رب"، و"مار"، وتشرح سبب ذكر بعض الحاخامات بأسمائهم فقط دون ألقاب.

## الإصدارات
توجد الإغَرّة بلغتها الأصلية اللغة الآرامية في النسختين "الفرنسية" و"الإسبانية". النسخة "الفرنسية" مكتوبة بالكامل بالآرامية، بينما النسخة "الإسبانية" (الموجودة الآن في Vienna National Bibliothek، Ms. Hebr. 120) نسخة ورقية من القرن 13 أو 14، مكتوبة بخط حاخامي شمال إفريقي أو يوناني، أبعادها 270 × 202 مم، ومكونة بنسبة أكبر من اللغة العبرية. يبدو أن النسختين تختلفان في مسألة ما إذا كانت المشنا قد دُوّنت كتابةً على يد الحاخام يهودا الناسي. النسخة الإسبانية تؤكد ذلك، بينما النسخة الفرنسية يبدو أنها تنفيه، وكان هذا الرأي متداولًا بين يهود أشكناز. إلا أن الملاحظات الحديثة على النسخة الفرنسية تشير إلى أن صياغتها متوافقة مع كون المشنا مكتوبة. الإجماع العلمي حتى شمل سليمان شيختر كان أن النسخة "الإسبانية" هي الأصلية، وقد أيدها بشدة الحاخام إسرائيل موسى حازان. الدراسات الحديثة ترى أن الأسماء نسبت خطأً: فالنسخة "الفرنسية" أقدم، لكنها ليست من فرنسا بل من إسبانيا.

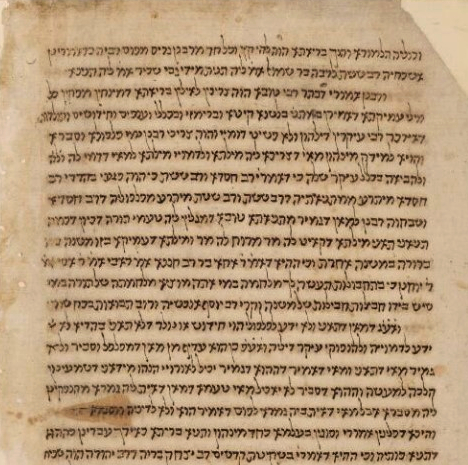
نسخة من القرن 14 من إغَرّة الحاخام شيريرا غاون (بإذن من المكتبة الوطنية النمساوية)

تمت ترجمة جزء من الإغَرّة إلى الإنجليزية عام 1975 بواسطة ديفيد م. جودبلات، وترجمة كاملة إلى الإنجليزية بواسطة ر. نوسون دوفيد رابينوويتش عام 1988، حيث دمج النسختين الإسبانية والفرنسية لتوضيح المعنى. كما أُجريت ترجمات سابقة للإغَرّة بالـ اللغة اللاتينية، الفرنسية، واللغة العبرية، رغم ضعف جودتها.
تكملة للإغَرّة هي سفر القبالاه للحاخام إبراهيم بن داود.

## قائمة المراجع
- Brody, Robert (2013). The Geonim of Babylonia and the Shaping of Medieval Jewish Culture (بالإنجليزية). New Haven, CT: Yale University Press. ISBN:978-0300189322. OCLC:898028875.
- Filipowski، Z. (1857). Sefer HaYuchasin HaShalem (بالعبرية). London: Ḥevrat meʻorere yeshenim. OCLC:1037578511.
- Goodblatt, David M. (1975). Rabbinic Instruction in Sasanian Babylonia (بالإنجليزية). Leiden: Brill. pp. 22–27. OCLC:1654598.
- Kahane، A. (1922). Sifrut HaHistoria HaYisraelit (بالعبرية). Warsaw. ج. 1. OCLC:11695880.{{استشهاد بكتاب}}:  صيانة الاستشهاد: مكان بدون ناشر (link)
- Landau, L. (1904). Epitre Historique du R. Scherira Gaon (Traduite de l'hébreu moderne -- araméen et commentée avec une introduction) (بالفرنسية). Antwerp: Anvers Imp. L. Bary. OCLC:977254898.
- Lewin، Benjamin Manasseh (1972). Iggeret Rav Sherira Gaon (بالعبرية والآرامية). Jerusalem. OCLC:233343783.{{استشهاد بكتاب}}:  صيانة الاستشهاد: مكان بدون ناشر (link)
- Neubauer, Adolf (1887). Mediaeval Jewish Chronicles. Anecdota oxoniensias. Semitic series (بالإنجليزية). Oxford. ISBN:1-145-09335-3. OCLC:490748486.{{استشهاد بكتاب}}:  صيانة الاستشهاد: مكان بدون ناشر (link)
- Sherira Gaon (1988). The Iggeres of Rav Sherira Gaon (بالإنجليزية). Translated by Nosson Dovid Rabinowich. Jerusalem: Rabbi Jacob Joseph School Press - Ahavath Torah Institute Moznaim. OCLC:923562173.
- Wallerstein, Josue (1861). Scherirae Quae Dicitur Epistola (Interpretatione Lativa Advolationibus et Criticis et Exegeticis Instructa) (باللاتينية). Krotochini: B.L. Monasch. OCLC:876614004.

## اقرأ أيضًا
- Gafni، I. (1987). "On the Talmudic Chronology in 'Iggeret Rav Sherira Gaon'". Zion (بالعبرية). Jerusalem: Historical Society of Israel. ج. 52 ع. 1: 1–24. JSTOR:23559527. (جايستور 23559516)
- Baer، M. (1967)، "Iyyunim B'Iggeret Rav Sherira Gaon"، Bar-Ilan Yearbook (بالعبرية)، Ramat-Gan، ج. 4–5، ص. 181–197، OCLC:741061227{{استشهاد}}:  صيانة الاستشهاد: مكان بدون ناشر (link)
- Sherira Gaon (1873). Dov Bär Goldberg (المحرر). Iggeret Rav Sherira Gaon: publication based on the versions in various handwritten manuscripts, with emendations and annotations (بالعبرية) (ط. 2). Mainz (Rhineland-Palatinate, Germany): Yechiel Brill. OCLC:233343774.

## روابط خارجية
- محاضرة، Henry Abramson: Letter of Rav Sherira Gaon (First Person Accounts in Jewish History) على يوتيوب, يناير 2020.
- Epistle of R. Sherira Gaon: نقطة انطلاق لدراسة أكاديمية للمشنا نسخة محفوظة 2020-11-08 على موقع واي باك مشين. (2015)
- مخطوطة: الردود من الجيونات، 1300-1399، إغَرّة الحاخام شيريرا غاون (المكتبة الوطنية النمساوية).